# RX Волопаса
RX Волопаса (лат. RX Boötis), HD 126327 — двойная звезда в созвездии Волопаса на расстоянии (вычисленном из значения параллакса) приблизительно 10919 световых лет (около 3348 парсеков) от Солнца. Видимая звёздная величина звезды — от +9,1m до +6,43m.

## Характеристики
Первый компонент — красный гигант, пульсирующая полуправильная переменная звезда типа SRB (SRB) спектрального класса M6,5e-M8IIIe, или M7e-M8e, или M7,5, или M7,5-M8, или M8, или Mc. Масса — около 1,711 солнечной, радиус — около 609,707 солнечных, светимость — около 753,331 солнечных. Эффективная температура — около 3311 K.
Второй компонент — коричневый карлик. Масса — около 66,13 юпитерианских. Удалён на 1,789 а.е..